# Браничевско-хомољски дијалект
Браничевско-хомољски дијалект је један од два дијалекта влашког језика, матерњег језика Влаха Србије. Њиме говоре Власи који живе на подручјима Хомоља, Звижда, Стига, Браничева, Млаве, Ресаве и Мораве.
Браничевско-хомољски дијалект влашког језика се разликује од крајинско-тимочког дијалекта у неким гласовима. Говорници овог дијалекта у свом изговору не употребљавају ч и џ, али употребљавају гласове ћ, ђ, као и умекшане гласове ш́ и ж́ (ћирилица), односно ś и ź (латиница), као и африкат дз.